# Iridictyon myersi
Iridictyon myersi là loài chuồn chuồn trong họ Calopterygidae. Loài này được Needham & Fisher mô tả khoa học đầu tiên năm 1940.